# Menyhárd István-díj

## Alapítás
A Magyar Mérnöki Kamara Tartószerkezeti Tagozat a legkiválóbb statikus mérnökök és szerkezettervezők elsősorban erkölcsi elismerésére kitüntetést alapított, amelyet a neves, és széles körben elismert szerkezettervező mérnökről, dr. Menyhárd Istvánról nevezett el.

## A díj odaítélése
A Menyhárd István-díjat olyan kiváló szakember kapja, aki a díj névadójának szellemében dolgozik és ér el figyelemre méltó eredményeket, és akit az illetékes kuratórium arra méltónak talál. A díj átadására minden évben a rendszeres küldöttgyűlésen ünnepélyes keretek között kerül sor.

## Díj leírása
A kisplasztika szálracsiszolt rozsdamentes acél hasáb, melynek felületébe vésett grafika látható. A talapzat feketére pácolt tölgyfa. A mű alkotója: ifj. Szlávics László.
A kisplasztika 2013-ban került utoljára átadásra.

## Díjazottak
- Kováts István, Pozsonyi Iván 2013
- Iványi Kálmán,  dr. Fernezelyi Sándor 2011
- Wellner Péter 2010
- Dunai Árpád, dr. Visontai József 2009
- Lőke Endre, Rombauer Tivadar 2008
- Hernád Attila, Rozváczy Judit, Szabó István 2007
- Dr. Szilassy Kálmán 2006
- Dr. Orosz Árpád 2005
- Bíró Sándor 2004
- Dr. Csellár Ödön 2003
- Steinhausz Tibor 2002
- Dr. Lipták László 2001
- Kiss Lajos 2000
- Reisch Róbert 1999